# Engelbrekt (pjäs)
Engelbrekt är en pjäs av August Strindberg från 1901. Pjäsen hör till Strindbergs historiska dramer och handlar om den svenske upprorsledaren Engelbrekt Engelbrektsson.